# Zonwering

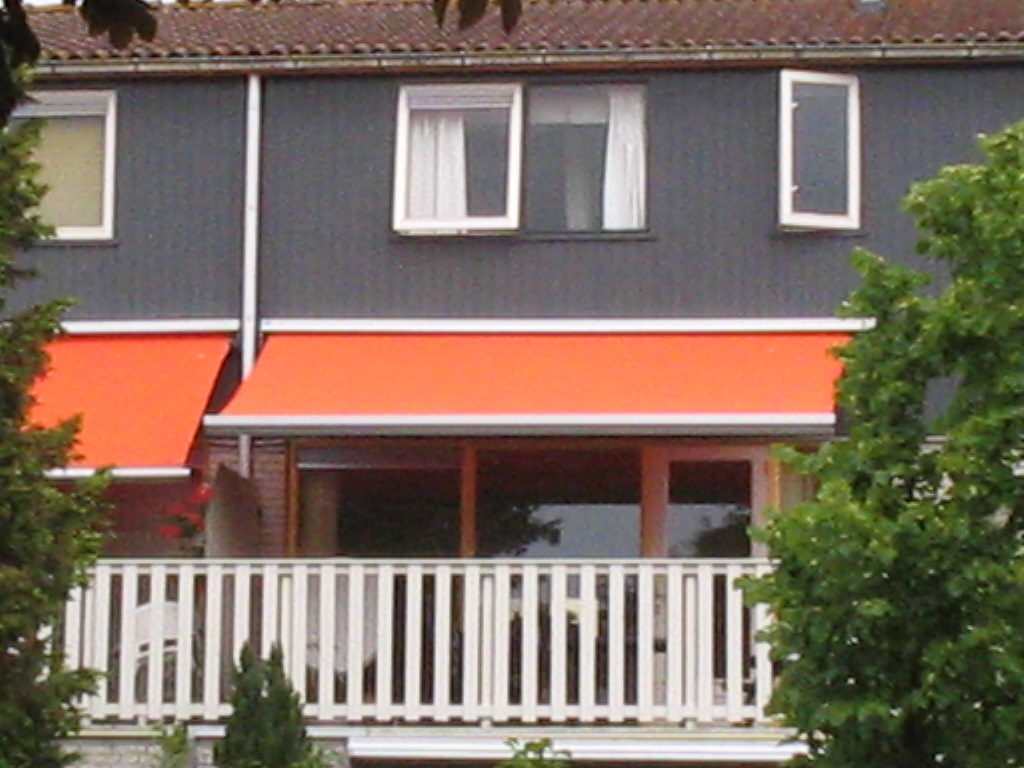
Een zonnescherm, type knikarmscherm

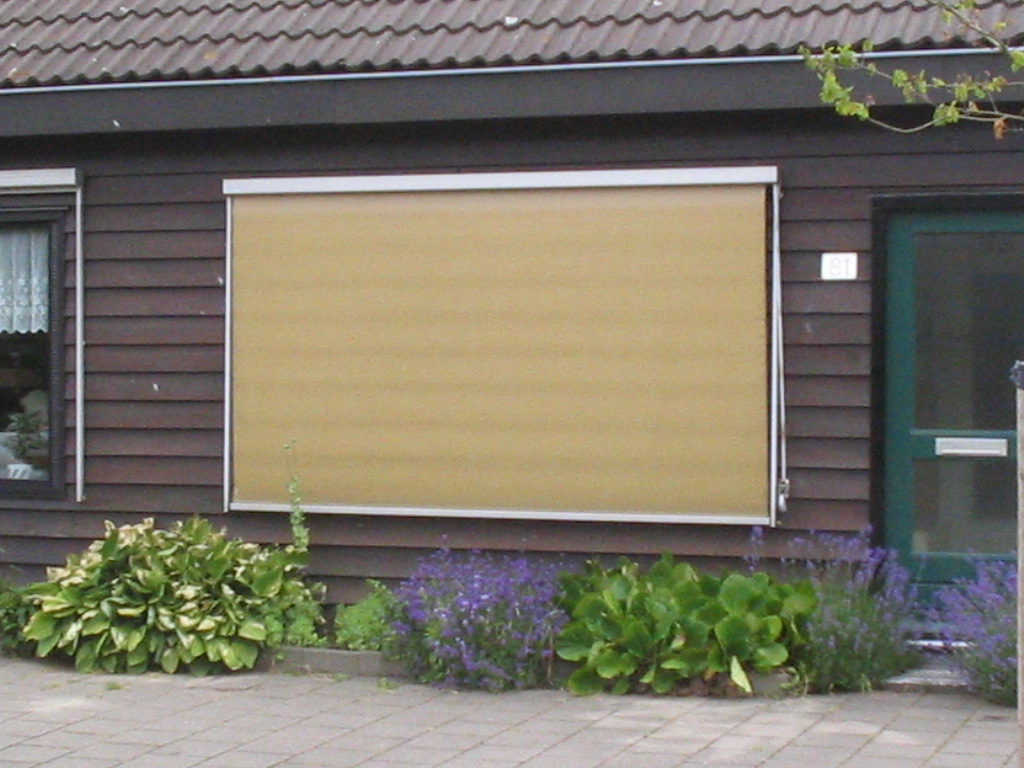
Een screen aan de buitenzijde

Zonwering is de verzamelnaam voor allerlei constructies die de overlast van zonlicht en/of warmte ten gevolge van zonlicht moeten tegengaan. In een kantooromgeving is dit ook een vereiste vanuit de Arbowetgeving. De keuze hoe de juiste binnentemperatuur wordt bereikt, is aan de eigenaar of gebruiker.

## Buitenzonwering
Als de zonwering aan de buitenzijde van een gebouw is aangebracht, spreekt men over buitenzonwering. In de meeste gevallen is dat een zonnescherm; daarvan bestaan verschillende vormen. Screens, buitenjaloezieën, blinden, persiennes, rol- en raamluiken kunnen ook als zonwering dienen. Hieronder vallen ook overstekende dakranden of vloeren, of bouwkundige luifels rechtstreeks boven de ramen.

## Binnenzonwering
Als de zonwering aan de binnenkant van een gebouw is aangebracht, spreekt men over binnenzonwering. Men dient er rekening mee te houden dat zonwering aan de binnenzijde weinig doet tegen oververhitting. Licht regelen kan men uiteraard wel goed aan de binnenzijde. Men heeft de keuze uit:
- een rolgordijn
- lamellen (horizontaal of verticaal); horizontale lamellen heten jaloezieën
- een jaloezie
- een papieren zonnescherm dat zich als een harmonica opvouwt wanneer het wordt opgetrokken (enkele vouw: plissé, dubbele vouw: duette/dupli)
- een vouwgordijn
- een paneelgordijn
- vitrage (glasgordijn)
- gordijnen
- houten shutters, een verstelbaar binnenluik
- speciale spectraal selectieve glasfolies
- panache-vouwgordijn, luxe vouwgordijnen